# دین کیلی
دین کیلی (انگلیسی: Dean Kiely؛ زادهٔ ۱۰ اکتبر ۱۹۷۰) یک بازیکن فوتبال اهل ایرلند است.